# Mezinárodní prvek
Mezinárodní prvek (nebo také cizí či zahraniční prvek) odlišuje skupinu právních vztahů od většiny právních vztahů, které se plně realizují v rámci právního řádu určitého státu a žádným způsobem nepřekračují jeho hranice. 
Mezinárodní prvek může spočívat v:
- subjektu právního vztahu – účastník je občanem jiného státu, osoba bydlící či sídlící v jiném státě, právnická osoba založená podle práva jiného státu,
- skutečnosti, která je významná pro vznik, změnu či zánik právního vztahu, k níž došlo na území jiného státu,
- předmětu právního vztahu – je či má být umístěn v cizině,
- jiném právním vztahu, který má pro daný právní vztah význam a který se řídí podle práva jiného státu.

Běžnými příklady právních vztahů s mezinárodním prvkem jsou manželství uzavřená mezi občany různých států, dědictví majetku v zahraničí. 
Jelikož na vztahy s mezinárodním prvkem dopadá právní úprava více států, je třeba určit, kterým právním řádem se budou vztahy řídit (procesní a hmotněprávní normy) a před kterým soudem budou řešeny spory tak, aby nedocházelo k nespravedlnostem a aby zajištěna právní jistota účastníků. Tento tzv. rozhodný právní řád určuje vždy příslušná kolizní norma.